# الجمهورية المجرية الأولى
الجمهورية المجرية الأولى (بالمجرية: Első magyar köztársaság)‏ أو حسب التسمية المعاصرة الجمهورية المجرية الشعبية (بالمجرية: Magyar Népköztársaság)‏ هي جمهورية شعبية قصيرة الأجل تأسست في أعقاب تفكك الإمبراطورية النمساوية المجرية عقب الحرب العالمية الأولى واستمرت من أواخر عام 1918 حتى منتصف عام 1919. حلت الجمهورية المجرية الأولى محل الإمبراطورية المجرية، وتم استبدالها بجمهورية أخرى قصيرة الأمد وهي الجمهورية المجرية السوفييتية التي استمرت 4 أشهر فقط حيث انهارت الحكومة الشيوعية بعد دخول القوات الرومانية العاصمة المجرية بودابست في 6 أغسطس 1919 خلال الحرب المجرية الرومانية.
خلال هذه الفترة، اضطرت المجر للتنازل عن بعض أراضيها من أجل إنشاء دول ذات أغلبيات عرقية من الصرب والكروات والسلوفينيين وهي تشيكوسلوفاكيا ورومانيا ويوغوسلافيا.

## الاسم
تم اعتماد «الجمهورية المجرية الشعبية» اكاسم رسمي للبلاد في 16 نوفمبر 1918 وظل مستخدماً حتى الإطاحة بحكومة دينس برينكي في 21 مارس 1919. في أعقاب انهيار الجمهورية المجرية السوفياتية، استعادت حكومة ديولا بيدل الاسم القديم في 2 أغسطس 1919، ثم غيرت حكومة استفان فريدريش الاسم إلى «الجمهورية المجرية» فقط في 8 أغسطس من نفس العام،  ومع ذلك، فإن لقب «الجمهورية المجرية الشعبية» ظهر في بعض المراسيم الحكومية خلال تلك الفترة.

## التاريخ

### عهد كارولي (1918–1919)

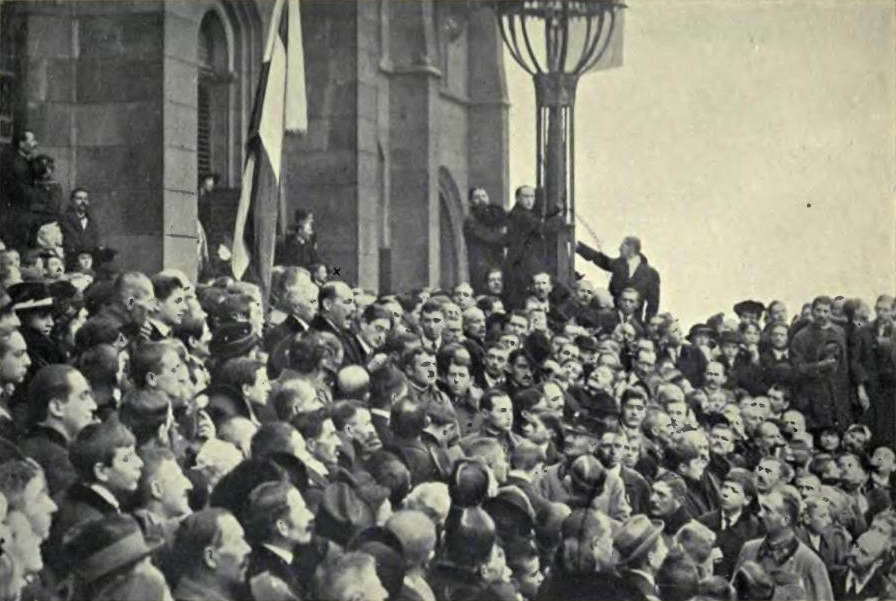
إعلان جمهورية المجر الشعبية في 16 نوفمبر 1918.

تم إعلان جمهورية المجر الشعبية نتيجةً ثورة النجم التي بدأت في بودابست في 31 أكتوبر 1918، وفي ذلك اليوم قام الملك تشارلز الرابع بتعيين زعيم الثورة ميهالي كارولي رئيساً للوزراء، الذي كان أول أعماله تقريباً إنهاء الاتحاد الشخصي بين النمسا والمجر رسمياً.
في 13 نوفمبر، أصدر تشارلز بياناً بالانسحاب من السياسة المجرية. بضعة أيام لاحق أعلنت الحكومة المؤقتة قيام الجمهورية المجرية الشعبية، وكارولي كرئيس مؤقت لها ورئيساً للوزراء واضعاً نهاية لحكم آل هابسبورغ الذي استمر لأربعة قرون.
فشلت تدابير حكومة كارولي في وقف السخط الشعبي، خاصة عندما تكون قوى الوفاق بدأت توزيع مما يعتبره الكثير الأراضي التقليدية للمجر على المجموعات العرقية في رومانيا، ومملكة الصرب والكروات والسلوفينيين (عُرفت مجازاً باسم يوغوسلافيا حتى أصبح الاسم الرسمي لها عام 1929) وتشيكوسلوفاكيا. علقت الحكومة الجديدة ومؤيدوها آمالهم في الحفاظ على السلامة الإقليمية للمجر على التخلي عن النمسا وألمانيا، وتأمين سلام منفصل واستغلال اتصالات كارولي الوثيقة مع فرنسا.
لكن الوفاق الثلاثي اعتبر المجر جزء من الملكية المزدوجة المهزومة، فحطم آمال المجريين بإيصال عدد من المذكرات الدبلوماسية المتعاقبة كل منها يطالب بتسليم المزيد من الأراضي إلى مجموعات إثنية أخرى. وفي 20 مارس 1919 أعطى الرئيس الفرنسي لبعثة الوفاق إلى بودابست لكارولي  مذكرة الترسيم النهائي بعد الحرب العالمية الثانية الحدودلحدود ما بعد الحرب، الأمر الذي اعتبرته المجر غير مقبول، مما جعل كارولي ورئيس الوزراء دينس برينكي في موقف لا يحسدون عليه، فقبول المذكرة الفرنسية من شأنه أن يهدد البلاد وسلامتها الإقليمية وفي الوقت نفسه لا يمكنهم رفضها ولحتجلجلً على هذا أعلن برينكي استقالته من منصبه.
سلم كارولي السلطة إلى تحالف من الديمقراطيين الاشتراكيين  والشيوعيين الذين وعدوا بأن روسيا السوفياتية ستساعد المجر لاستعادة حدودها الأصلية، على الرغم من أن الحزب الاشتراكي الديمقراطي كانت له الأغلبية في الائتلاف إلى أن الشيوعيون بقيادة بيلا كون استولوا على السلطة وأعلنوا قيام الجمهورية المجرية السوفياتية في 21 مارس 1919.

### إعادة تأسيس أو حل (1919)
بعد سقوط الجمهورية السوفيتية في 1 أغسطس عام 1919 ، جاءت حكومة ديمقراطية اشتراكية (ما يسمى «الحكومة النقابية») إلى السلطة تحت قيادة ديولا بيدل، وصدر بيان 2 أغسطس باستعادة شكل الحكومة الرسمية وعودة اسم الدولة إلى «الجمهورية المجرية الشعبية». وخلال فترة وجودها القصيرة بدأت حكومة بيدل في إلغاء القرارت التي أُبرمت من قبل النظام الشيوعي.
في 6 أغسطس قام استفان فريدريش زعيم جمعية رفاق البيت الأبيض - وهي مجموعة يمينية ومضادة لثورة كارولي - بالاستيلاء على السلطة بانقلاب أبيض بدعم من الجيش الملكي الروماني. في اليوم التالي أعلن الأرشيدوق جوزيف أغسطس ‏ نفسه الوصي على المجر ‏ (شغل المنصب إلى أن أُجبر على الاستقالة في 23 أغسطس) وعين فريدريش رئيساً للوزراء. تم حل الدولة رسمياً من قبل الحكومة الجديدة في 8 أغسطس 1919.

## مزيد من القراءة
- Richard Overy. History of the 20th Century, The Times, Mapping History. London, 2003
- Peter Rokai; Zoltan Đere; Tibor Pal; Aleksandar Kasaš. Istorija Mađara. Beograd, 2002
- András Siklós. "Revolution in Hungary and the Dissolution of the Multinational State. 1918", Studia Historica, Vol. 189. Budapest: Academiae Scientiarum Hungaricae, 1988

## وصلات خارجية
- Map of the Hungarian People's Republic

 تتضمن هذه المقالة مواد في الملكية العامة خاصة في Library of Congress Country Studies - "Hungary" من قبل Stephen R. Burant.public domain material تتضمن هذه المقالة مواد في الملكية العامة خاصة في Library of Congress Country Studies - "Hungary" من قبل Stephen R. Burant.Library of Congress Country Studies تتضمن هذه المقالة مواد في الملكية العامة خاصة في Library of Congress Country Studies - "Hungary" من قبل Stephen R. Burant.